# Крезберг, Берта Давыдовна
Берта Давыдовна Крезберг (17 сентября 1911, Вологда — 22 августа 1992, Москва) — советская шахматистка. Чемпионка Грузии по шахматам среди женщин (1937). Многократный призёр чемпионатов Москвы по шахматам среди женщин (1945, 1952, 1958).

## Биография
Отец, Давид Моисеевич Крезберг, работал помощником бухгалтера в Феодосийском отделении Азовско-Донского банка (1902), затем заведующим джанкойским агентством Феодосийского отделения Петроградского международного коммерческого банка (1915—1917), был гласным Феодосийской государственной Думы от Еврейского национального блока (1917—1920), состоял членом отделения Сионистской организации России в Феодосии, был дружен с М. А. Волошиным.
С 1935 по 1938 год жила в Тбилиси. Принимала участие в чемпионатах Грузии по шахматам среди женщин, в которых 1936 году поделила 1—2-е место, но проиграла дополнительный матч за звание чемпионки, а в 1937 году стала победительницей этого турнира. После возвращения из Грузии работала старшим инструктором на одном из московских заводов, где с 1938 года возглавляла шахматную секцию. Во время Великой Отечественной войны принимала участие в шефской госпитальной работе.
После войны успешно участвовала в чемпионатах Москвы по шахматам среди женщин, в которых в 1945 году заняла второе место (за Елизаветой Быковой), в 1952 году поделила 3—4-е место, а в 1958 году поделила 3—5-е место. Работала старшим инженером Московского завода по модернизации и строительству вагонов имени В. Е. Войтовича (1946).
С 1937 по 1952 год шесть раз участвовала в чемпионатах СССР по шахматам среди женщин. Лучший результат показала в 1951 году, когда поделила 5—7-е место. В 1958 году играла за команду Москвы в традиционном матче против команды Ленинграда. В 1971 году заняла четвертое место на чемпионате ЦС ДСО «Локомотив» по шахматам среди женщин.

## Результаты в чемпионатах СССР по шахматам среди женщин
- Чемпионат СССР по шахматам среди женщин 1937 — 14—15 место.
- Чемпионат СССР по шахматам среди женщин 1946/1947 — 13—14 место.
- Чемпионат СССР по шахматам среди женщин 1947/1948 — 12—13 место.
- Чемпионат СССР по шахматам среди женщин 1948/1949 — 16 место.
- Чемпионат СССР по шахматам среди женщин 1951 — 5—7 место.
- Чемпионат СССР по шахматам среди женщин 1952 — 13—16 место.